# Мацьків Леся Степанівна
Леся Степанівна Мацьків (сценічний псевдонім — Леся Горлицька; нар. 12 червня 1978, с. Підлісся, Бучацький район) — українська співачка, педагог, диригент, композитор, ведуча концертних програм. Лауреат всеукраїнських і міжнародних пісенних конкурсів лемківської культури України і Польщі. Лавреатка Всеукраїнської літературно-мистецької премії ім. Братів Богдана та Левка Лепких (2016).

## Життєпис
Леся Мацьків народжена 12 червня 1978 року в селі Підліссі Бучацького району Тернопільської области, Україна.
Закінчила Тернопільське музичне училище (1997), Київський національний університет культури і мистецтв (2003), Рівненський гуманітарний університет (2004).
Працювала вчителькою музики і співів у школах сіл Медведівці та Підзамочок (обидва — Бучацького, нині Чортківського району).
Від 2005 року була артисткою Тернопільської обласної філармонії, водночас працювала реґентом дорослого та дитячого церковних хорів у с. Серединки (Тернопільський район). Від 2006 року — солістка ВІА Тернопільського РБК, викладач вокалу та хорового класу, організатор і керівник дитячого естрадного ВІА Тернопільської дитячої музичної школи № 1, водночас — учитель музики в Тернопільській ЗОШ № 8; З 2007 року працювала провідним методистом Бучацького районного будинку культури (РБК).
Авторка близько 50 пісень на слова Ліни Костенко, Лесі Любарської, Євгена Роя, Марії Баліцької, Богдана Мельничука, В. Хом'яка, та інших. Виконувала пісні на музику Олександра Злотника, Л. Олексюк, Ярослава Злонкевича, на слова Олега Германа, Ігоря Гамеляка, М. Гомеляк та інших. Її пісні звучали в передачах Національного радіо України, обласного радіо і радіо Польщі, опубліковані в збірнику «Мелодії Тернового поля» (2006) та інших. Пісні «Юж сонечко зійшло», «Ой чия ж то хижа» ввійшли до збірки найрейтинґовіших пісень музичного радіо-шоу «Шукаю продюсера» (2008). Під псевдонімом Леся Горлицька видала аудіодиск пісень «З лемківського краю» (2008).